# Embrikstrandia unifasciata
Embrikstrandia unifasciata es una especie de escarabajo longicornio del género Embrikstrandia, tribu Callichromatini, orden Coleoptera. Fue descrita por Ritsema en 1897.

## Descripción
Mide 18-29 mm de longitud.

## Distribución
Se distribuye por Asia: China, India, Laos y Vietnam.